# Pierre Dwomoh
Pierre Dwomoh né le 21 juin 2004 à Gand en Belgique, est un footballeur belge, d'origine ghanéenne, qui joue au poste de milieu de terrain au Watford FC.

## Biographie

### En club
Né à Gand en Belgique, Pierre Dwomoh est formé par le RSC Anderlecht puis par le KRC Genk. Le 21 juin 2019, il signe son premier contrat avec le club. Alors âgé de 15 ans, il intègre l'équipe première lors d'un match d'entraînement lors de cet été 2019, où il impressionne son entraîneur, Felice Mazzù.
Il joue son premier match en professionnel lors d'une rencontre de championnat face au KV Courtrai, le 19 décembre 2020. Il entre en jeu à la place de Bryan Heynen et son équipe s'impose par deux buts à zéro.
Le 27 août 2021, Pierre Dwomoh s'engage en faveur du Royal Antwerp FC.
Dwomoh est prêté le 2 septembre 2022 au Portugal, au SC Braga.
Le 29 juin 2023, Pierre Dwomoh rejoint le RWD Molenbeek sous la forme d'un prêt d'une saison avec option d'achat.
Il joue son premier match pour Molenbeek le 29 juillet 2023, lors de la première journée de la saison 2023-2024 de Division 1A face au KRC Genk. Il entre en jeu et son équipe est battue par quatre buts à zéro. Le jeune milieu de 19 ans s'impose ensuite comme un titulaire dans le milieu de terrain du RWDM. Dwomoh inscrit son premier but pour Molenbeek le 28 septembre 2023, lors d'une rencontre de championnat face à l'Union Saint-Gilloise. Titulaire, il marque le but égalisateur de son équipe mais ne peut empêcher la défaite des siens par trois buts à deux,,.
Le 26 août 2024, Pierre Dwomoh rejoint l'Angleterre et le club du Watford FC, avec lequel il signe un contrat de quatre ans, soit jusqu'en juin 2028.

### En sélections nationales
Pierre Dwomoh possède des origines ghanéennes mais il joue pour la Belgique en sélection. Il commence avec les moins de 15 ans, jouant un total de trois matchs en 2019.
Il représente l'équipe de Belgique des moins de 17 ans, jouant au total sept matchs avec cette sélection entre 2019 et 2020, et marque un but.
Dwomoh enchaîne ensuite trois sélections avec les moins de 18 ans, puis deux avec les moins de 20 ans, avant d'être appelé une première fois au sein des espoirs par Gill Swerts en mai 2024 pour un match amical face au moins de 23 ans du Maroc. Il inscrit son premier but pour les Diablotins à la 53e minute de la rencontre.

## Statistiques

### En club
| Saison                | Club                  | Championnat           | Championnat | Championnat | Championnat | Coupe nationale | Coupe nationale | Coupe nationale | Coupe de la Ligue | Coupe de la Ligue | Coupe de la Ligue | Compétition(s) continentale(s) | Compétition(s) continentale(s) | Compétition(s) continentale(s) | Compétition(s) continentale(s) | Autres compétitions | Autres compétitions | Autres compétitions | Autres compétitions | Total | Total | Total |
| Saison                | Club                  | Division              | M.          | B.          | P.d.        | M.              | B.              | P.d.            | M.                | B.                | P.d.              | Comp.                          | M.                             | B.                             | P.d.                           | Comp.               | M.                  | B.                  | P.d.                | M.    | B.    | P.d.  |
| 2020-2021             | KRC Genk              | Division 1A           | 2           | 0           | 0           | -               | -               | -               | -                 | -                 | -                 | -                              | -                              | -                              | -                              | PO1                 | -                   | -                   | -                   | 2     | 0     | 0     |
| 2021-2022             | Royal Antwerp FC      | Division 1A           | 5           | 0           | 1           | 1               | 0               | 0               | -                 | -                 | -                 | C3                             | 4                              | 0                              | 0                              | PO1                 | 4                   | 0                   | 0                   | 14    | 0     | 1     |
| 2022-2023             | SC Braga rés.         | Liga 3                | 3           | 0           | 0           | -               | -               | -               | -                 | -                 | -                 | -                              | -                              | -                              | -                              | -                   | -                   | -                   | -                   | 3     | 0     | 0     |
| 2022-2023             | KV Ostende            | Division 1A           | 8           | 0           | 0           | -               | -               | -               | -                 | -                 | -                 | -                              | -                              | -                              | -                              | -                   | -                   | -                   | -                   | 8     | 0     | 0     |
| 2023-2024             | RWD Molenbeek         | Division 1A           | 28          | 1           | 1           | 3               | 1               | 0               | -                 | -                 | -                 | -                              | -                              | -                              | -                              | PO3                 | 2                   | 0                   | 0                   | 33    | 2     | 1     |
| 2024-2025             | Watford FC            | Championship          | 9           | 0           | 0           | 1               | 0               | 0               | 1                 | 0                 | 0                 | -                              | -                              | -                              | -                              | -                   | -                   | -                   | -                   | 11    | 0     | 0     |
| Total sur la carrière | Total sur la carrière | Total sur la carrière | 55          | 1           | 2           | 5               | 1               | 0               | 1                 | 0                 | 0                 | -                              | 4                              | 0                              | 0                              | -                   | 6                   | 0                   | 0                   | 71    | 2     | 2     |

## Palmarès

### En club
|  |  | KRC Genk - Championnat de Belgique : - Vice-champion : 2021 |